# Javier Claut
Ornaldo Javier Claut (Buenos Aires, Argentina, 8 de junio de 1970) es un exfutbolista argentino (se desempeñaba como centrocampista.[1] ) y director técnico argentino.
Finalizada su carrera como futbolista, se recibió de D.T, comenzando a trabajar en las inferiores de River Plate.
Como ayudante de campo de Pablo Lavallén ha pasado por San Martín de San Juan, Atlético Tucumán, Belgrano de Córdoba y Colón en Argentina, Olimpia de Honduras y FBC Melgar de Perú.

## Clubes

### Como jugador
| Club                   | País      | Año       |
| ---------------------- | --------- | --------- |
| River Plate            | Argentina | 1990-1993 |
| Banfield               | Argentina | 1993-1994 |
| Quilmes                | Argentina | 1994-1995 |
| Villarreal CF          | España    | 1996      |
| Ferro Carril Oeste     | Argentina | 1996-1998 |
| Quilmes                | Argentina | 1998-1999 |
| Tigre                  | Argentina | 1999-2000 |
| Al Ain                 | EAU       | 2000      |
| FC Locarno             | Suiza     | 2000-2002 |
| Defensores de Belgrano | Argentina | 2002-2004 |
| Deportivo Laferrere    | Argentina | 2005-2007 |

### Como asistente técnico
| Club             | País      | Año       | Asistente de   |
| ---------------- | --------- | --------- | -------------- |
| San Martín (SJ)  | Argentina | 2016      | Pablo Lavallén |
| Atlético Tucumán | Argentina | 2016-2017 | Pablo Lavallén |
| Belgrano         | Argentina | 2017-2018 | Pablo Lavallén |
| Colón            | Argentina | 2019      | Pablo Lavallén |
| Olimpia          | Honduras  | 2022      | Pablo Lavallén |
| FBC Melgar       | Perú      | 2022      | Pablo Lavallén |